# John Russell Pope
Pour les articles homonymes, voir Pope (homonymie) et John Pope (homonymie).
John Russell Pope, né le 14 avril 1874 et mort le 27 août 1937 à New York, est un architecte américain.

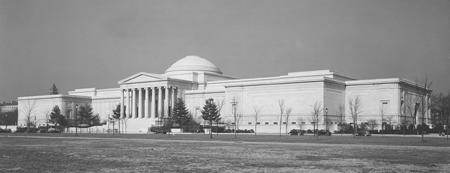
National Gallery of Art, Washington D.C.

## Réalisations
Tout au long de sa carrière, Pope a conçu des maisons privées telles que The Waves, sa résidence personnelle à Newport, Rhode Island.
En 1919, il élabore un schéma directeur pour la croissance future de l'Université de Yale. Le plan initial a cependant été modifié par James Gamble Rogers en 1921. Mais le plan original de Pope est considéré comme un document essentiel du mouvement City Beautiful en matière d'urbanisme. Pope a remporté une médaille d'argent aux Jeux olympiques d'été de 1932 pour sa conception du gymnase Payne Whitney de l'université de Yale,.
Il est l'architecte du Monument aux morts de Montfaucon-d'Argonne.
Il a également construit le West Building de la National Gallery of Art, Washington, D.C., achevée en 1940.
Autres réalisations : 

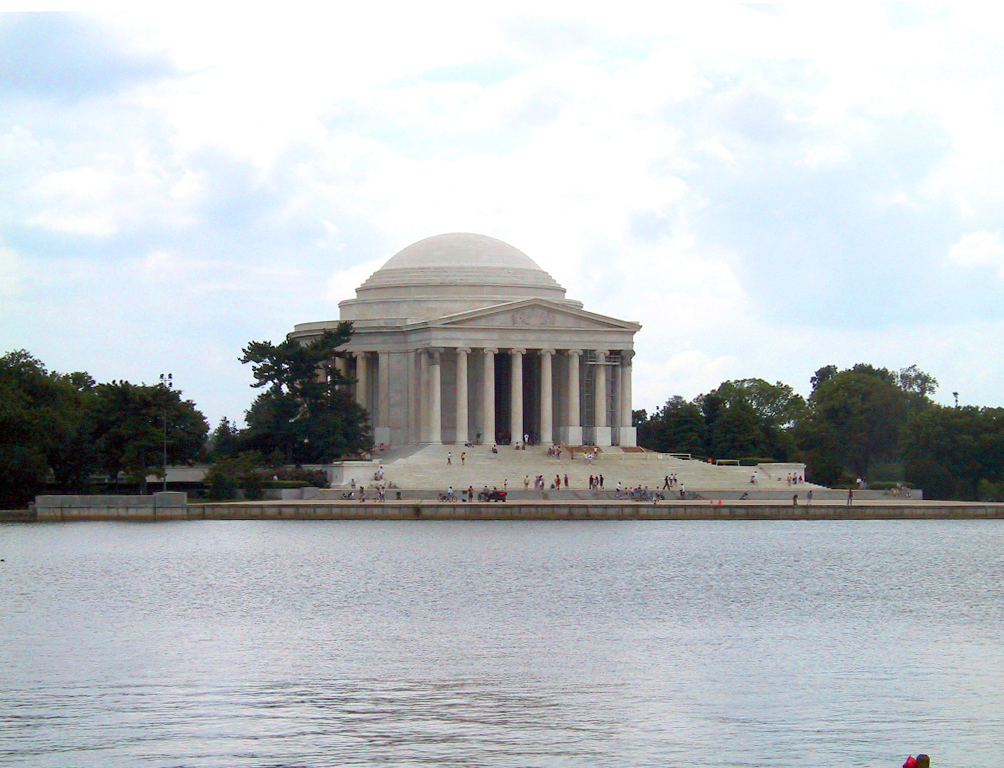
Jefferson Memorial, Washington, D.C.

- American Institute of Pharmacy Building à Washington, 1932.
- La Duveen Gallery, au British Museum pour abriter les marbres du Parthénon (achevée 1938, détruite, reconstruite 1962)
- Jefferson Memorial, Washington, D.C.
- National Archives Building, Washington, D.C. (1933-1935)
- House of the Temple, Washington, D.C.

Il a été membre de la Commission américaine des beaux-arts à Washington, DC de 1912 à 1922, en tant que vice-président de 1921 à 1922. Il a également siégé au conseil des consultants en architecture pour le complexe du Triangle fédéral à Washington, DC.
Prix de Rome américain (Rome Prize) en 1897, il réside à Rome de 1897 à 1899 à l'American Academy in Rome.